# Sinti-Romanes
Het Sinti-Romanes (sinti čib of sinti tschib), ook wel Sintitikes genoemd, is de taal van de Sinti. De taal is een variatie van het Romani en heeft rond de 200.000 moedertaalsprekers. Deze bevinden zich voornamelijk in Duitsland, maar de taal wordt ook in België, Nederland en andere delen van West-Europa gesproken. Sinti-Romanes heeft veel Duitse invloeden en kent geen wederzijdse verstaanbaarheid met andere variaties van het Romani. In Nederland wordt het Sinti-Romanes sinds 1996 erkend als non-territoriale minderheidstaal.

## Woordenschat

### Zelfstandige naamwoorden
| Sinti-Romanes | Vertaling       | Sinti-Romanes | Vertaling      |
| ------------- | --------------- | ------------- | -------------- |
| beng          | duivel          | mal           | vriend         |
| bluma         | bloem           | manuš         | mens           |
| čaj           | meisje, dochter | mlotko        | hamer          |
| čavo          | jongen, zoon    | paňi          | water          |
| čib           | taal            | phen          | zus            |
| čovaxani      | heks            | phral         | broer          |
| dad           | vader           | phub          | aarde          |
| daj           | moeder          | rag           | boom           |
| Devel         | God             | rakli         | meisje (gadjo) |
| gadžo         | gadjo           | šax           | kool           |
| graj          | paard           | them          | land           |
| hollanto      | Nederland       | trušul        | kruis          |
| kher          | huis            | veš/weš       | bos            |
| jag           | vuur            | xaben         | voedsel        |
| jaro          | ei              | zi            | hart           |

### Voornaamwoorden
| Persoonlijk vnw. | Vertaling | Bezittelijk vnw. | Vertaling  |
| ---------------- | --------- | ---------------- | ---------- |
| me               | ik        | miro             | mijn       |
| tu               | jij       | tiro             | jouw       |
| jov, joj         | hij, zij  | leskero, lakero  | zijn, haar |
| amen             | wij       | maro             | onze       |
| tumen            | jullie    | tumaro           | jullie     |
| jon              | zij       | lengero          | hun        |